# Ходики
Ходики — одна з найбільш відомих київських родин XVI–XVII століть. 
За версією Володимира Антоновича, родоначальником роду був татарин Кобиз, який перебував серед татарських полонених, поселених великим князем литовським Вітовтом на околицях м. Мозир (нині місто Гомельської обл., Білорусь), приписаних до замкових слуг. Імовірно, деякі його нащадки — Іван, Дашко, Миско Кобизевичі — оселилися в м. Волковиську (нині місто Гродненської обл., Білорусь) і згадуються 1530 року як господарські бояри. Інші його нащадки увійшли до складу мозирського боярства, отримавши землю, яку згодом успадкував старший із братів — Федір.
Федір після одруження мав десятеро дітей — вісьмох синів: Лазаря, Кузьму, Василя, Федора, Яцька, Силу, Федорця молодшого, Ієва та двох доньок — Федору і Овдотю. У 1550–1557 роках він мешкав у Києві під прізвищем Ходика-Кобизевич («Ходика» означало «прийшлий, новоприбулий») і активно займався торгівлею. Далі повернувся до Мозиря, де помер 1569 року. 
Три його сини — Василь, Федір та Ієв — 1571 року переїхали до Києва, де мешкав їхній родич — Устим Фіц-Кобизевич. Батько Устима, Іван Кобизевич, оселившись у Києві в 1-й третині XVI століття, займаючись торгівлею, накопичив значне майно, яке з часом передав синові. У 1564–1578 роках Устим обирався райцею. Заповітом від 21 лютого 1578 року залишив у спадок усе своє майно синові-підліткові Ієву, подальша доля якого не відома.
У середині XVI століття в Києві мешкала родина брата Устима — Богдана Кобизевича, син якого — Микита, також займаючись торгівлею, накопичив чимале майно, яке після загибелі своєї родини від чуми заповітом від 17 липня 1572 року передав своєму дядькові Устиму. У родинних стосунках із Кобизевичами перебувала інша київська міщанська родина — Ходик, представники якої — Федір, Софія та їхній син Федір — теж померли від чуми 1572 року. 
Того ж року брати Василь та Федір Кобизевич і перейняли прізвище Ходиків. Василь одружився з Єфросинею Митковною, донькою заможного київського купця Митка Богдановича, родина якого майже вся (за винятком молодшого сина Федора) померла 1572 року. Цей шлюб відкрив йому шлях до багатства і слави, оскільки він успадкував майже все майно Митковичів. У шлюбі мав дев'ятеро дітей: сина Федора та доньок Ганну, Марушу, Людмилу, Тетяну, Настасію, Федору, Олену, Богдану. У 1570–80-х роках активно займався торгівлею, їздячи до Любліна (Польща). У цей же час щороку обирався райцею. Поступово став власником значної нерухомості в місті. Був ініціатором гучного судового процесу середини 1570-х років у справі заможного київського міщанина Андрія Кошколдейовича, у результаті чого за безцінь купив у потерпілого два містечка. 1586 року придбав с. Креничі (нині село Обухівського району Київської обл.), після чого став іменуватися Ходикою-Креницьким, згодом — ще три села.
Королівським привілеєм від 27 березня 1589 року на вальному сеймі у Варшаві київських жителів Василя, Федора та Івана Ходик було визнано шляхтичами за військові заслуги під час московсько-польської кампанії (1578–1581). 17 листопада 1609 року Василь Ходика-Креницький отримав привілей на київське скарбництво — титул земського урядника. На схилі життя його маєтності стали об'єктом зазіхань із боку впливових осіб — київського земського судді Яна Аксака і краківського каштеляна князя Януша Острозького, шляхтичів Юрія Рожиновського, Михайла та Костянтина Ратомських, які намагалися довести його незаконне шляхетське походження й відібрати всі маєтності. 16 вересня 1616 року склав тестамент, в якому заповів поховати себе в Печерському монастирі, усе майно залишив синові Федорові.
Федір Ходика-Креницький, діставши чималу спадщину (2 містечка, 10 сіл, нерухомість у Києві), намагався її зберегти та захистити
від сусідських зазіхань. Упродовж 1618–1644 років організовував часті наїзди на маєтки сусідньої шляхти, через що зажив собі лихо ї слави. 1633 року отримав уряд черніговського підстолія. Був одружений із донькою Вацлава Садковського Анною. Мав доньку, яку віддав заміж за шляхтича Казимира Кульчевського, та синів Францішка і Стефана Креницьких. Помер 1641 року.
Уся спадщина Ходиків-Креницьких виявилася втраченою під час Національної революції 1648–1676 років. Їхні нащадки змушені були залишити Київщину і шукати притулку далеко від своїх домівок. Маємо лише згадку про житомирського чашника Стефана Креницького (1691–1696) та Олену Креницьку, яка відписала Київському Братському Богоявленському монастирю «креницький двір», що перебував навпроти того монастиря (1693).
Брат Василя Ходики-Креницького — Федір (див. Федір Ходика) — зробив кар'єру в міському самоврядуванні. У 1587–1601 роках був райцею київського магістрату. У 1580–90-х роказ активно займався торгівлею, їздячи до Любліна.
Наприкінці 1612 року отримав привілей на війтівство (див. Війт). Федір Ходика вперше був одружений з донькою бурмистра Андрія Кошколдейовича — Агрофеною (Богданою), від якої мав сина Івана; удруге — зі шляхтянкою Марією Шишчанкою, від якої мав четверо дітей: Юзефа, Андрія, Марію та Анну. У червні 1625 року був страчений козаками біля містечка Трипілля.
Сини Федора Ходики — Юзеф та Андрій, подібно до батька, пройшли всі сходинки у структурі органів міського самоврядування.
У 1620-х роках Юзеф обирався райцею, 1631 року — лендвійтом. Привілеєм польського короля Владислава IV Ваза від 28 березня 1633 йому було надано київське війтівство. Помер у середині 1641 року.
Андрій Ходика 1630 року обирався старшим лавником, у 1631–1637 роках — райцею. Королівським привілеєм від 18 травня 1644 року йому було надано київське війтівство. Напередодні та в перші роки Національної революції, виконуючи волю короля Владислава IV, переслідував у Києві осіб, підозрюваних у зв'язках з козаками. 1650 року змушений був відректися від уряду й залишити місто. Із входженням військ гетьмана литовського князя Януша Радзивілла до Києва 25 липня 1651 року з'явився в місті, присягнув йому на вірність, але з відступом військ гетьмана 25 вересня 1651 року назавжди залишив Київ. Відтоді прізвище Ходиків більше не згадувалося в місцевих джерелах.